# Dacrioadenitis
La dacrioadenitis es la inflamación de la glándula lagrimal, sobre todo de la principal. Es producida por la acción de las bacterias Staphylococcus aureus o Streptococcus pyogenes aunque existen casos producidos por estreptococos, meningococos y virus.

## Etiología
Puede ocurrir por las siguientes causas:
- Esencial: aparece en niños alterando la conjuntiva y se produce normalmente por staphilococo. Es bilateral.
- Infecciones vecinas, cuando ocurre otros padecimientos cercanos a los ojos como blefaritis o forúnculo
- Dependientes de enfermedades generales, cuando ocurre por otra enfermedad en la persona como gripe o parotiditis.

## Cuadro clínico
La dacrioadenitis puede producir un aumento del volumen de la región superior y externa de los párpados, exceso de lágrimas, secreción, dolor de moderado a intenso e inflamación de los ganglios linfáticos cercanos al oído. En casos críticos puede ocurrir dolor a la hora de comprimir el tercio externo del párpado superior así como eritema, edema inflamatorio o hipersensibilidad.

## Tratamiento
El tratamiento dado por un médico a la dacrioadenitis consiste por lo general en antibióticos generales y locales como amoxicilina/ácido clavulánico o levofloxacino, en el caso de pacientes con diabetes o inmunosupresión. También podrían expedirse antiinflamatorios generales y focales.